# Gens Canúlia
|  | Per a altres significats, vegeu «lex Canuleia». |

La gens Canuleia o Canúlia (en llatí Canuleia) va ser una gens romana d'origen plebeu. Cap dels seus membres va arribar a cònsol romà. L'únic cognomen usat per aquesta família va ser Dives. Els praenomen usats normalment amb més freqüència eren Gai (Gaius) Luci (Lucius) i Marc (Marcus).
Alguns membres destacats de la família van ser:
- Gai Canuleu, tribú de la plebs l'any 445 aC
- Marc Canuleu, tribú de la plebs el 420 aC.
- Luci Canuleu va ser un legat enviat pel senat a la Lliga Etòlia el 174 aC.[2]
- Canuleu senador que abans del 160 aC va actuar com ambaixador romà a Egipte.[3]
- Gai Canuleu, tribú de la plebs el 100 aC
- Luci Canuleu, publicà
- Marc Canuleu advocat romà. Ciceró diu que va defensar a Quint Hortensi Hòrtal i a Cota, però no aclareix de quina acusació ni en quin moment.[4]
- Luci Canuleu, legat de Juli Cèsar